# أسيس كور
أسيس كور (بالإنجليزية: Asees Kaur)‏ (مواليد 26 سبتمبر 1988) هي مغنية هندية شاركت في العديد من برامج الواقع الغنائية مثل Indian Idol و Awaz Punjab Di. في عام 2020، غنت "Jaan Ban Gaye" من فيلم Khuda Haafiz بواسطة Vishal Mishra & Asees Kaur. كان Asees يتطلع إلى أن يصبح مغنيًا في سن مبكرة جدًا. بدأت غناء جورباني في سن الخامسة. ظهرت لأول مرة في بوليوود مع "Dildara Reprise" من Tamanchey. منذ ذلك الحين، عملت مع العديد من الملحنين الموسيقيين على العديد من أغاني بوليوود بما في ذلك "Ve Maahi" من Kesari و "Makhna من Drive و" Bandeya Re Bandeya "و" Tere Bin "من Simmba و" Akh Lad Jave "و" Chogada " من Loveyatri و "Bolna" من Kapoor & Sons.

## وصلات خارجية
- أسيس كور على موقع IMDb (الإنجليزية)
- أسيس كور على موقع ميوزك برينز (الإنجليزية)
- أسيس كور على موقع قاعدة بيانات الفيلم (الإنجليزية)